# Lake Sutherland
Der Lake Sutherland ist ein See im Southland District der Region Southland auf der Südinsel von Neuseeland.

## Namensherkunft
Der See wurde nach Ken und Alex Sutherland benannt, als diese den See bei einer Jagdexkursion entdeckten.

## Geographie
Der Lake Sutherland befindet sich rund 3,7 km nordnordöstlich des Lake Thomson und rund 4,7 km nördlich des Lake Hankinson. Der See, der sich auf einer Höhe von 469 m befindet, erstreckt sich über eine Fläche von rund 33 Hektar und besitzt einen Seeumfang von rund 3,93 km. Die Länge des Sees misst rund 1,33 km in Nordnordost-Südsüdwest-Richtung und die maximale Breite rund 360 m in Ost-West-Richtung.
Gespeist wird der Lake Sutherland neben verschiedenen Gebirgsbächen hauptsächlich durch den Wapiti River, der den See an seinem südlichen Ende auch entwässert.